# ميشيلا ماكمانوس
ميشيلا ماكمانوس (بالإنجليزية: Michaela McManus)‏ هي ممثلة أمريكية، ولدت في 20 مايو 1983 بوارويك في الولايات المتحدة.

## أعمال

### أفلام
- (2015) داخل متاهة الدب الأشيب

## وصلات خارجية
- ميشيلا ماكمانوس على موقع IMDb (الإنجليزية)
- ميشيلا ماكمانوس على موقع ألو سيني (الفرنسية)
- ميشيلا ماكمانوس على موقع أول موفي (الإنجليزية)
- ميشيلا ماكمانوس على موقع إن إن دي بي (الإنجليزية)
- ميشيلا ماكمانوس على موقع قاعدة بيانات الفيلم (الإنجليزية)
- ميشيلا ماكمانوس على موقع كينوبويسك (الروسية)